# Distretto di Klaeng
Il distretto di Klaeng (in thailandese: แกลง) è un distretto (amphoe) della Thailandia, situato nella provincia di Rayong.